# Otto Bülow (officer)
 Der er flere personer med dette navn, se Otto Bülow.
Otto Christian Severin August (von) Bülow (4. april 1812 i København – 24. oktober 1895 på Frederiksberg) var en dansk officer.
Bülows fader var kaptajn Frederik August Ulrik Bülow ved 2. jyske infanteriregiment, moderen Cathrine Marie f. Rasmussen, datter af sognepræst Rasmussen i Holbæk Amt. I sin ungdom var Bülow med faderen under okkupationen i Frankrig og hjembragte derfra en stærk lyst til den militære stand. Efter at have gennemgået Landkadetakademiet udnævntes han til sekondløjtnant i 1827 og ansattes ved 2. jyske infanteriregiment, men blev inspektionsofficer ved Landkadetkorpset, særlig for stykjunkerklassen indtil dens ophævelse 1830. I 1842 overgik Bülow, som i 1836 var blevet premierløjtnant, til 2. infanteribataljon og kom i marts 1848, i hvilket år han opnåede kaptajnsgraden, til armeens overkommando. I denne stilling deltog han i kampen ved Bov, i slaget ved Slesvig og som detacheret til kommandoen på Als, hvorved han en kort tid var stabschef, i kampene ved Nybøl og Dybbøl, der bragte ham Ridderkorset. I det følgende krigsår deltog han i fægtningerne ved Adsbøl, Ullerup og Als Sund, hvorefter han vendte tilbage til overkommandostaben og med denne deltog i kampene ved Kolding og Gudsø samt i slaget ved Fredericia. Udnævnt til major blev han i efteråret 1849 chef for 5. bataljon, hvormed han det næste år deltog i slaget ved Isted, efter hvilket han erholdt Sølvkorset, medens han 1852 fik oberstløjtnants karakter. Bülow var om efteråret 1850 i Frederiksstad under det langvarige bombardement efter det afslåede stormforsøg. Forfremmet til virkelig oberstløjtnant i 1854 og til oberst i 1862 blev han i december 1863 chef for 6. brigade, hvormed han deltog i forsvaret af Dybbøl, navnlig i kampene 17. og 28. marts, og senere i Als' forsvar 29. juni, ved hvilken lejlighed han atter viste sig som den erfarne kriger, således at han benådedes med Kommandørkorset af Dannebrog af 1. grad.
Efter krigen ansattes han som kommandant i Fredericia, var i 1865 højstbefalende over lejrstyrken ved Ravnstrup og blev i 1867 general og chef for 2. jyske brigade i Viborg, idet dog generalmajors anciennitet allerede var reserveret ham i 1866. Som brigadechef deltog han tvende gange i lejrsamlinger (1868 og 1877) og var chef for lejrdivisionen i 1875. I anledning af sit 50 års officersjubilæum 19. december 1877 blev han benådet med Storkorset af Dannebrog. 1882 fik han afsked på grund af alder.
I 1868 indstillede Bülow en oberst til afsked, til dels på grund af formentlig mindre god føring under kampen på Als 29. juni, og blev dernæst midtpunkt i en skarp polemik i aviserne, hvor han selv blev kritiseret tidligere undergivne. Sagen gav yderligere anledning til lange debatter i Folketinget vinteren 1868-69, hvor Bülows handlemåde blev kritiseret.
Bülow var tvende gange gift, 1. (9. oktober 1849 i Garnisons Kirke) med Cecilia Ottilia Septima Falkenskjold (10. november 1818 i København – 9. september 1862 i Odense), datter af major Andreas (Anders) Sehested Falkenskjold (1781-1841), 2. gang (30. november 1866 i Ødum Kirke) med Pauline Andrea f. Brønsted (14. september 1840 i Vrå – 7. februar 1920 på Frederiksberg), datter af pastor Frederik Severin Brønsted (1805-1895) til Vrå, senere til Ødum og Hadbjerg, og Marie Dorothea Hein (1809-1874). Otto Bülow døde 24. oktober 1895.
Han er begravet på Solbjerg Parkkirkegård.
Der findes et portræt (blyantstegning) fra 1850 af Niels Simonsen (Frederiksborgmuseet). Desuden fotografier af Christen E. Jørgensen.